# Gare de Ramsey
La  gare de Ramsey est une gare ferroviaire canadienne, située au lieu-dit Ramsey (en) sur le territoire de la partie non organisée du nord District de Sudbury dans la province de l'Ontario. 
C'est un arrêt Via Rail Canada desservie par le train Sudbury-White River.

## Situation ferroviaire
Établie à 428 mètres d'altitude, la halte de Ramsey est situé au point kilométrique (PK) 169 de la ligne de Sudbury à White River, entre les arrêts de Roberts et de Woman River. Cette infrastructure est une section de la principale ligne transcontinentale du Canadien Pacifique.

## Histoire
Le Canadien Pacifique construit en 1885 une ligne vers l'ouest du pays. Dans le Nord de l'Ontario lorsqu'il construit la division de Cartier à Chapleau il sectionne la ligne, en sections d'environ 20 milles (environ 32 kilomètres), avec l'installation de stations.

## Service des voyageurs

### Accueil
Halte voyageurs, c'est un point d'arrêt non géré (PANG) à accès libre. le train ne s'arrête qu'à la demande.

### Desserte
Ramsey est desservie par le train Sudbury-White River de Via Rail Canada. Le train passe à l'arrêt six fois par semaine : les mardi, jeudi et samedi, son passage est à 11h55 venant de Sudbury il se dirige vers White River ; les mercredi, vendredi et dimanche, son passage est à 14h50, venant de White River il se dirige vers Sudbury.

### Intermodalité
Un parking y est disponible.